# Emílio Joaquim da Silva Maia
Emílio Joaquim da Silva Maia (Salvador, 1808 — Rio de Janeiro, 1859) foi um médico e professor brasileiro.
Foi membro do Museu Nacional e da Academia Imperial de Medicina, além de ser um dos fundadores do Instituto Histórico e Geográfico Brasileiro e da Sociedade Auxiliadora da Indústria Nacional.
Estudou na Faculdade de Medicina de Paris, onde foi membro da Sociedade de Ciências Naturais da França. No Brasil, atuou na Câmara Municipal do Rio de Janeiro, além de dar aulas no Colégio Pedro II.
Cavaleiro da Ordem de Cristo, colaborou também como redator das revistas Minerva Brasiliense e Anais Brasilienses de Medicina.